# Mitjaglaça
La mitjaglaça és una salsa marró popular a la cuina francesa utilitzada sola o com a base per a altres salses. Tradicionalment s'elabora combinant una part de salsa espanyola i una part de brou marró. A continuació, es redueix la salsa a la meitat, es colen les impureses sobrants i s'acaba amb un vi de xerès. Les variants habituals de la mitjaglaça utilitzen una barreja d'1:1 de carn de vedella o brou de pollastre per a la salsa espanyola; que s'anomenen demi-glace au bœuf o demi-glace au poulet. El terme demi-glace per si mateix implica que s'elabora de manera tradicional amb brou de vedella.
La recepta bàsica de la mitjaglaça la va proporcionar el xef francès Auguste Escoffier (1846-1935), que va codificar nombroses receptes franceses estàndard. Encara avui, molts xefs de l'alta cuina francesa utilitzen una mitjaglaça preparada a la seva pròpia cuina. Els concentrats i les mescles, majoritàriament disponibles per a les cuines professionals, són una manera de substituir la pròpia elaboració de la salsa.